# Jean Beauduin
Jean Beauduin, né en 1851 à Verviers et mort en 1916 à Paris, est un artiste peintre belge.

## Biographie
Diplômé de l'Académie royale des beaux-arts d'Anvers, il expose au Salon à Paris à partir de 1888. Il collabore à de nombreux périodiques illustrés, et a exécuté les dessins accompagnant l'ouvrage En pleine fantaisie d'Armand Silvestre. Il résidait à Sannois.
Ses cendres ont été déposées dans la case 5306 du columbarium du Père-Lachaise.
« Jean Beauduin, mort en France, n'est représenté que par un paysage au musée de sa ville natale ». Jules Bosmant.